# گرگ در نقش حیوان خانگی یا کاری

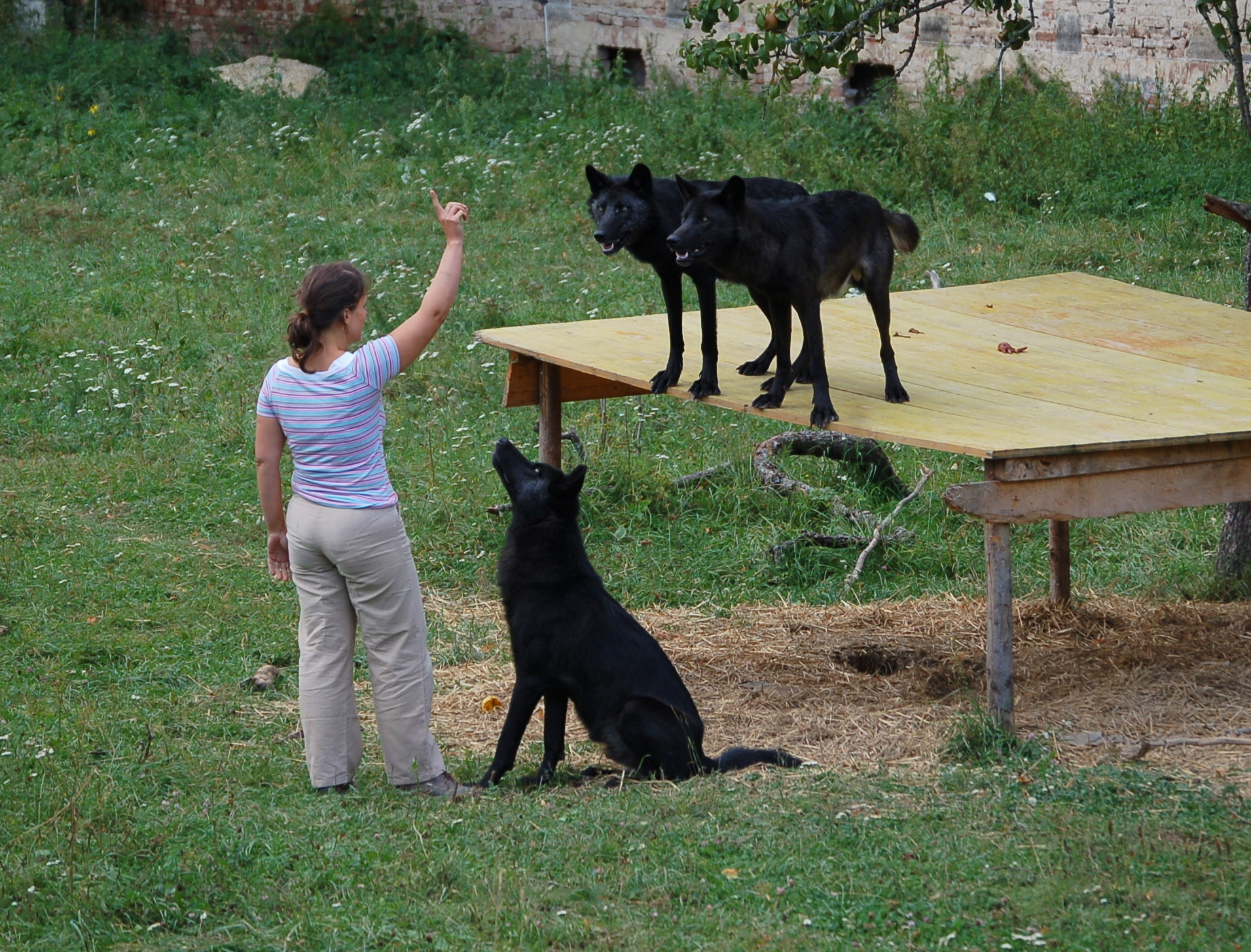
گرگ‌های دربند در مرکز مطالعه گرگ‌ها در اتریش که حرکات دست را دنبال می‌کنند

انسان‌ها گاهی از گرگ‌های وحشی به عنوان حیوان خانگی یا در موارد نادری حیوان کاری نگهداری می‌کنند. گرچه این حیوان به سگ اهلی (که عموماً باور می‌رود از گرگ بین ده تا صد هزار سال پیش تفکیک شده باشد) بسیار نزدیک است اما گرگ در زندگی کنار انسان مانند سگ رام‌شدگی از خود نشان نمی‌دهد و عموماً به کار بیشتری برای همانقدر قابل اطمینان شدن نیاز دارد. گرگ‌ها همچنین به فضای بازتری از سگ‌ها نیاز دارند؛ حدود ده تا پانزده مایل مربع تا بتوانند در آنجا ورزش کنند.

## تربیت
بچه گرگ‌ها را معمولاً در سن کمتر از چهارده روز از مادرشان می‌گیرند و ترجیح بر این است که بزرگ‌تر از بیست و یک روز نباشند. بچه گرگ‌ها در مقایسه با سگ‌ها نیاز بیشتری به اجتماعی شدن دارند و عموماً پس از نوزده روزگی واکنشی به اجتماعی شدن نشان نمی‌دهند که مغایر با سگ‌هاست که در شانزده هفتگی هم می‌توانند اجتماعی شوند. توله‌های گرگ تا چهار ماه اول زندگیشان به غیر از ملاقات‌هایی اندک و کوتاه در هفته باید دور از سگ‌سانان بالغ نگهداری شوند تا با انسان‌ها خو بگیرند. بچه گرگ‌ها اگر بدون عضوی دیگر از نوع خودشان بزرگ شوند، اغلب نابهنجاری‌های رفتاری در آن‌ها شکل می‌گیرد. از آنجاییکه شیر گرگ آرژینین بیشتری در مقایسه با جایگزین‌های شیر سگ در خود دارد، مکمل آرژینین برای تغذیه گرگ‌های زیر سن از شیر گرفتگی لازم است. در صورتی که این کار انجام نگیرد، ممکن است منجر به بیماری آب‌مروارید در آن‌ها شود.

## مزاج
در دوران کودکی گرگ نمی‌تواند تبدیل به حیوان اهلی بشود و اینگونه رابطه‌ای توصیه نمی‌شود. گرگ‌های بزرگسال نشان داده‌اند که در بیشتر مواقع بسیار غیرقابل پیش‌بینی هستند و گاهی رفتار پرخاشگرانه به کودکان و حیوان‌های کوچک نشان می‌دهند. گرگ‌های خالص وحشی هیچگاه در کنار کودکان قابل اعتماد نیستند؛ چون بر خلاف سگ تغییری در رفتار درنده‌خوی آن‌ها به وجود نمی‌آید. این رفتارها به صورت ژنتیکی در آن‌ها وجود دارد و ممکن نیست که با تربیت یا اجتماعی شدن از بین بروند. در بهترین حالت، این رفتارهای فطری فقط می‌توانند فرو نشانده شوند.

## نگهداری از گرگ و قانون
در بسیاری کشورها، ایالت‌ها و مناطق محلی قوانین ویژه‌ای در مورد مالکیت و تربیت گرگ‌ها وجود دارد. در بریتانیا نگهداری از گرگ‌های وحشی تحت «مصوبه ۱۹۷۶ حیوانات وحشی خطرناک» به شدت کنترل می‌شود و نگهداری آن‌ها ملزوم مجوز است. در ایالات متحده نگهداری از گرگ‌های کاملاً غیر سگ طبق «مصوبه گونه‌های در معرض خطر ایالات متحده» ممنوع می‌باشد.